# 地理学者 (フェルメールの絵画)
『地理学者』（ちりがくしゃ、蘭: De geograaf、独: Der Geograph）は、オランダ黄金時代の画家ヨハネス・フェルメールが1668年から1669年に描いた絵画。キャンバスに油彩で描かれた、縦52cm、横45.5cmの作品で、フランクフルトのシュテーデル美術館が所蔵している。

## 外観

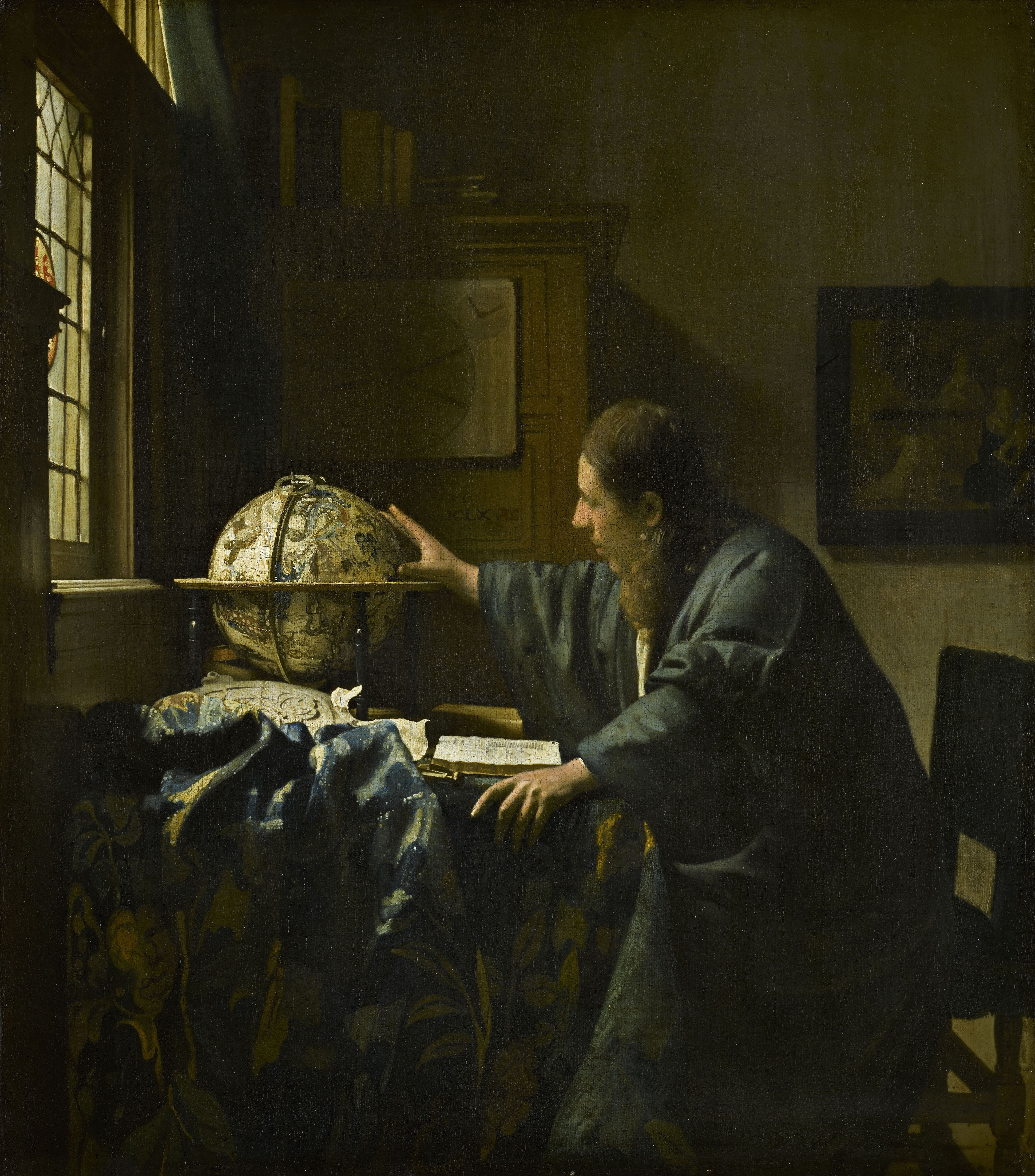
『天文学者』
ルーヴル美術館（パリ）
フェルメールが『地理学者』とほぼ同時期に描いた作品。モデルが同一人物と考えられているほか、描かれている事物も同じものが多く描かれている。

『地理学者』は、フェルメールの作品の中で『天文学者』、『取り持ち女』とともに、署名と制作年度が記されている3点の絵画のうちの1点である。
描かれている地理学者は日本の着物のようなローブを羽織っている。これは南蛮貿易によってオランダにもたらされた和服をガウンに仕立て直した物であり、当時のオランダの知識層の流行であった。精力的に「知的作業に没頭しており」、周囲には地図、海図、地球儀、書物などが散乱し、右手にはディバイダが握られている 。「この作品からうかがえる活気は、主として人物のポーズからのものである。画面左側にさまざまな物がまとめて配置され、画面左から右へと斜めの光が差し込んでいる」
フェルメールはこの作品に活気を与えるために、製作過程でいくつかの変更を行っている。作品制作当初の男性の頭部はさらに左寄りで、現在のヴァージョンで窓外に向いている視線も更に下を見つめていたと考えられている。右手のディバイダは水平ではなく垂直に持たれており、机上の紙は画面右下の小さな椅子の上に置かれていた。また、背景ももっと暗い配色で表現されていた。
男性の表情はやや不明瞭に描かれている。このことについてセレナ・カーは、『婦人と召使』にも使われている技法で、「動き」を表現しようとしたのではないかとしている。男性の眼は細められ、おそらくは太陽光がまぶしいためか、あるいは思考に没頭していることを意味する。さらにカーは『地図学者』を何かを「思いついた瞬間」さらには「天啓」を描いた作品であると主張している。左側にまとめられたカーテンと机上に押し込められた東洋風の絨毯は、どちらも神からの啓示を象徴する。「しがみつくかのように左手に書物を握りしめているのは、自身の着想を確認しようとしているからである」

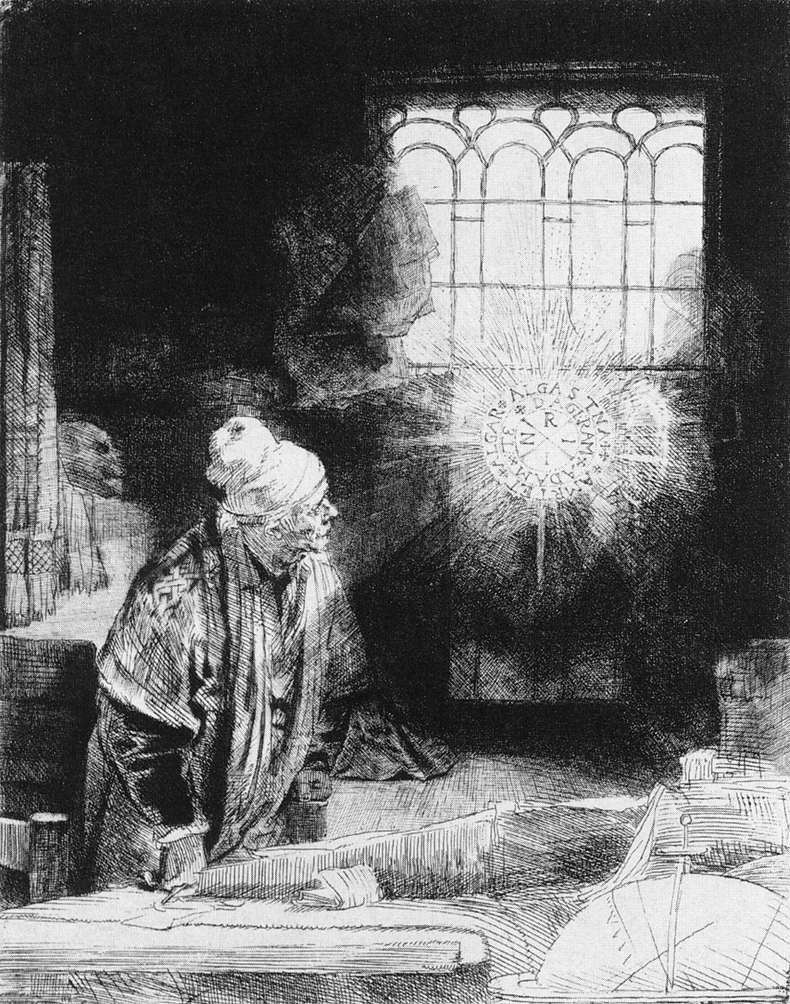
『ファウスト』（1652年頃）
レンブラント
アムステルダム国立美術館
レンブラントが16世紀の学者（錬金術師）ファウストを描いたエッチング。『地理学者』の男性像と、身体の向きは異なるが、ほぼ同じポーズで描かれている

画面背景の棚の上に置かれている地球儀は、アムステルダムで1618年にヨドクス・ホンディウス (en:Jodocus Hondius) が制作したものである。当時、地球儀と天球儀は同時に売買されており、『天文学者』に描かれている天球儀もホンディウスの手によるものであることから、美術史家セレナ・カントは『地理学者』と『天文学者』は一対の作品として描かれたと推測している。地球儀は、当時オランダ東インド会社が活動していたインド洋が正面に向けられている。フェルメールは厚塗り技法のインパストを、ポワンティエ (en:pointillé) と呼ばれる点描技法で描いている。特定の場所を照らし出す明るい反射光ではなく、地球儀に印刷された楕円形の意匠（カルトゥシュ (en:Cartouche (design)) の縁取りを強調するためにこの技法が使われている。

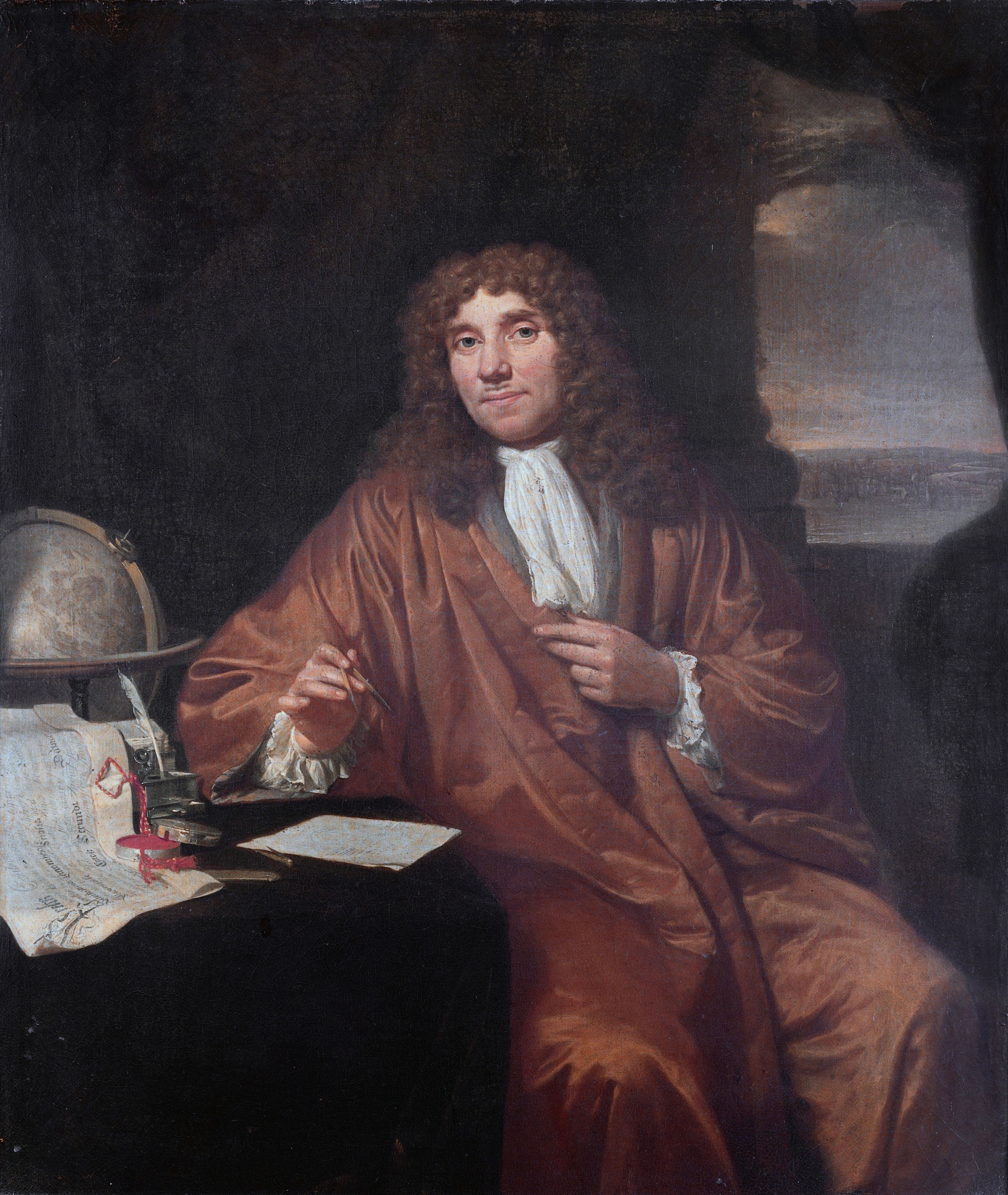
ヤン・フェルコリエが1680年ごろに描いたアントニ・ファン・レーウェンフックの肖像画。『地理学者』『天文学者』に描かれている男性像ののモデルと考えられている。

男性の周囲に配されている、地球儀、男性が持つディバイダ、窓の中柱にかけられた太陽や月などの天体の角度を計測する十字棒、羊皮紙に描かれた海図などは、実際の地図作成に使用されていたものである。壁にはウィレム・ヤンス・ブラウ (en:Willem Blaeu) が発行したヨーロッパ沿岸の海図がかけられている。このような地図製作に関する器材の正確な描写は、フェルメールが地図製作の専門家と親しい関係にあったことを示唆している。『地理学者』の対とされる『天文学者』にも専門的な地図製作用器材、書物、そして同じ男性が描かれている。この男性のモデルとなった人物が広範な専門知識を持っており、フェルメールが描いている測量や地図製作用器材の助言をしていた可能性がある。
ウィーロックを初めとする研究者は、モデルとなった男性がフェルメールと同年にデルフトで生まれたアントニ・ファン・レーウェンフック（1632年 - 1723年）だとしている。フェルメール一家もレーウェンフック一家も織物で生計を立てており、そしてどちらの家も科学と光学に強い関心を寄せていた。「顕微鏡使用者」ファン・レーウェンフックはその死後に「航海術、天文学、数学、哲学、その他自然科学」に優れた才能を見せ「もっとも優れた画家が作品に描いた」と評された人物である。『地理学者』制作の20年後の1680年には、同じくデルフト出身の画家ヤン・フェルコリエ (en:Jan Verkolje)) が肖像画を描いており、この肖像画の幅広の顔、通った鼻筋など、フェルメールの作品に描かれている男性像と面影が似ている。フェルメールが『地理学者』『天文学者』を描いた当時、ファン・レーウェンフックは36歳くらいだった。当時のファン・レーウェンフックは測量技師になるための試験勉強に没頭しており、1669年2月4日に無事にこの試験に合格している。フェルメールとファン・レーウェンフックとの交友を示す記録は全く残っていないが、1676年にフェルメールが死去したときにファン・レーウェンフックがその遺産管財人となっている。
美術史家ローレンス・ゴウィングは、『地理学者』の男性のポーズは向きこそ異なるが「レンブラントの有名なエッチング『ファウスト』と非常に似ている」としている。また、ニコラース・マースも似た構成のドローイングを制作している。

## 来歴

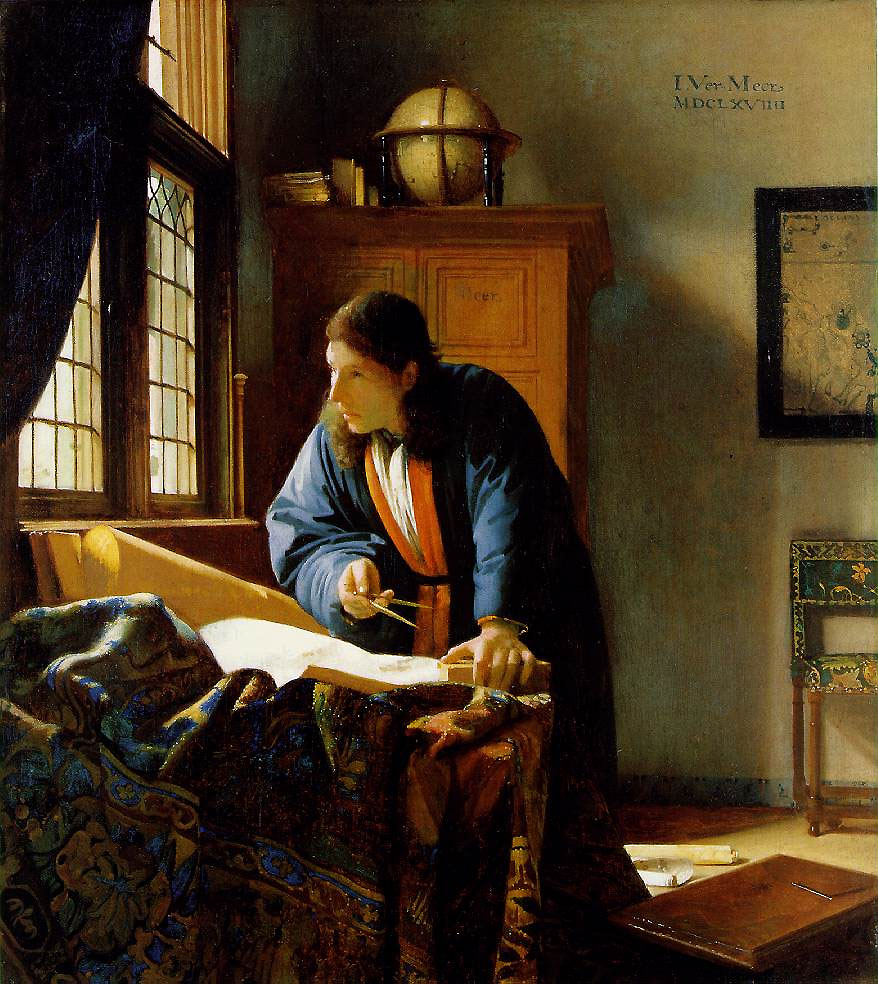
解像度の低い『地理学者』。色合いはこの画像のほうが実物に近い。

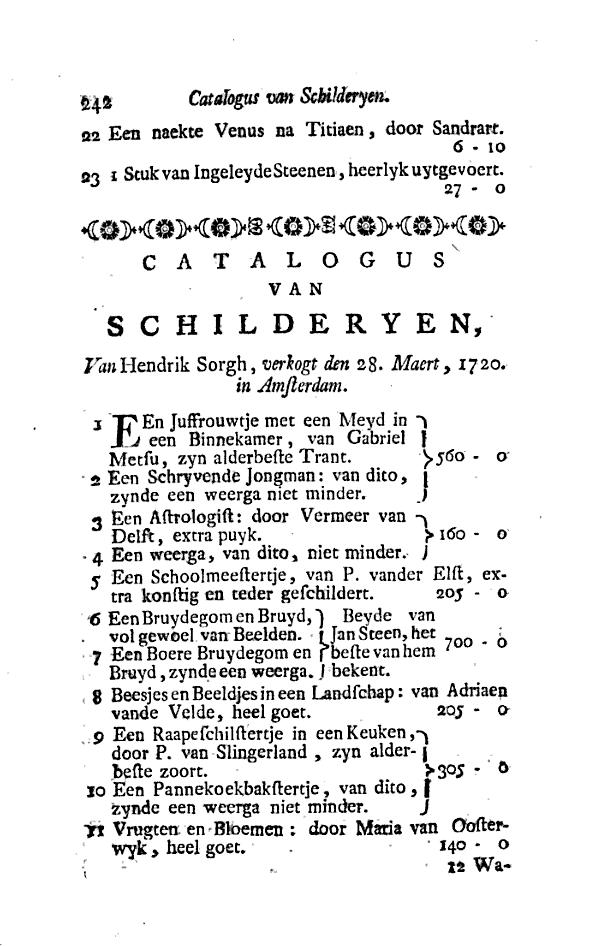
1720年の遺産売却目録。『天文学者』と『地理学者』が載っている。

1797年までの『地理学者』『天文学者』の記録は比較的残っている。この2点の絵画は、サイズこそ全く同一ではないものの非常によく似ており、長きに渡って一対の作品であると見なされ同時に所蔵されていた。フェルメールには、その作品を20点以上買い上げていた、最大のパトロンであるピーテル・ファン・ライフェン (1624年 - 1674年) という人物がいた。ファン・ライフェンから絵画コレクションを受け継いだ女婿ヤーコプ・ディシウスが1696年に死去したときに、絵画コレクションがすべて売りに出されたが、このときに売買された作品の中には『地理学者』と『天文学者』は含まれていない。残っている『地理学者』と『天文学者』の最初期の記録は、1713年4月27日にロッテルダムで、これら2点の絵画を名前未詳のコレクターがまとめて300フロリンで売却したというものである（この価格はウィーロックによればかなりの高額である）。このときの購入者はヘンドリク・ショールフという名前の画商ではないかといわれている。この人物が1720年に死去し、同年3月28日に遺産品売却として『天文学者』と『地理学者』が160フロリンの価格で再度売りに出された。このときの売却目録には『天文学者』が「3番 天文学者、デルフトのフェルメール作、一級品 (Een Astrologist: door Vermeer van Delft, extra puyk)」、『地理学者』が「4番 同上、同様 (Een weerga, van ditto, niet minder)」と記載されている。アムステルダム在住だったショールフの近くに住んでいたホーファート・ローテンがこれら2点の作品を買い取り、1729年3月31日に104フロリンで売却した。このときの目録には両作品ともに「崇高かつ巧妙な作品」と書かれている。その後アムステルダムのヤーコブ・クラメル・シモンズが1778年まで所蔵しており、両作品をアムステルダムのプリンセンフラハト通りにあった自身の邸宅の壁にかけていた。シモンズはフェルメールの『レースを編む女』と現存していないワインを注ぐ女性を描いた作品も所有していた人物である。シモンズは1778年11月25日にユグノーの銀行家ジャン・エティエンヌ・フィゾーに『天文学者』と『地理学者』をまとめて売却し、フィゾーは死去する1780年まで所有していた。おそらく1785年までは、そのままフィゾーの未亡人が『地理学者』と『天文学者』を所有し続けていたと考えられている。1794年時点でアムステルダムのジャン・ダンセル・ニーメンが所有していたが、1797年8月16日に版画出版者クリスチアン・ヨシが133ギルダーで購入している。その後、アムステルダムのアルノート・デ・ランヘが『地理学者』を入手しているが、この取引で『天文学者』と『地理学者』が別々になった。デ・ランヘは1803年12月12日に360フローリンで『地理学者』を売却した。
1821年までに『地理学者』は、ヨハン・ホル・ファン・フランケンシュタインが入手している。ヨハンから『地理学者』を相続したと思われるアムステルダムのピーテル・ヘンドリク・ファン・フランケンシュタインが1832年まで所有していたが、1833年7月1日に195フローリンでニーウェンホイスという人物に売却した。1860年までカンブレーのアレクサンドラ・デュモンが所有しており、フランス人研究家テオフィル・トレ＝ビュルガー (en:Théophile Thoré-Bürger)を通じてパリのイサーク・ペレールに売却し、ペレールは1866年まで『地理学者』を所有していた。1872年3月6日に売却され、おそらく同年にマックス・カーンが購入し、1877年ごろにサン・ドナート公パーヴェル・パヴロヴィチ・デミドフに贈った。デミドフは1880年3月15日に『地理学者』を売却している。ウィーンのA.J. ボスが1885年4月28日に8,000オーストリア・シリングでコールバッハに売却し、その後コールバッハが『地理学者』を現在所蔵するフランクフルトのシュテーデル美術館に売り払った。